# Flaga Egiptu
Flaga Egiptu – jeden z symboli narodowych Egiptu. Oficjalnie przyjęta 4 października 1984.

## Opis
Kolory flagi nawiązują do flagi wyzwolenia Arabów. Na środku widnieje złoty orzeł Saladyna. Proporcje 2:3.

## Flagi wojskowe

Flaga marynarki wojennej Egiptu
Flaga sił powietrznych Egiptu
Flaga sił przeciwlotniczych Egiptu

## Flagi historyczne

### Flagi wojskowe

Flaga sił powietrznych królestwa Egiptu (1922–1952)
Bandera marynarki wojskowej królestwa Egiptu (1922–1952)
Flaga wojskowa królestwa Egiptu (1922–1952)
Flaga sił powietrznych Zjednoczonej Arabskiej Republiki (1958–1972)
Bandera marynarki Zjednoczonej Arabskiej Republiki (1958–1972)
Flaga wojskowa Zjednoczonej Arabskiej Republiki (1958–1972)
Flaga wojskowa Egiptu (1972–1984)

### Sztandary osób rządzących

Sztandar Saladyna
Sztandar królewski (1923–1953)
Bandera morska króla Egiptu (1923–1953)
Flaga samolotu królewskiego (1922–1952)
Flaga królewskich sił powietrznych (1946–1953)
Sztandar następcy tronu (1923–1953)
Bandera morska następcy tronu (1923–1953)
Flaga sił powietrznych następcy tronu oraz jego samolotu (1946–1953)
Sztandar prezydencki Zjednoczonej Arabskiej Republiki (1958–1972)
Sztandar prezydencki Zjednoczonej Arabskiej Republiki na morzu (1958–1972)

### Flagi narodowe

Flaga Ejaletu Egiptu (1844–1867)
Flaga Ejaletu Egiptu za rządów Isma’ilego Paszy i Taufika Paszy (1867–1881)
Flaga Kedywatu Egiptu (1881–1914) i Sułtanatu Egiptu (1914–1922)
Flaga rewolucji w Egipcie(inne języki) (1919)
Flaga Królestwa Egiptu (1922–1952)
Flaga Republiki Egiptu (1952–1958)
Flaga Zjednoczonej Republiki Arabskiej (1958–1961), używana do 1972
Flaga Egiptu (1972–1984)

### Propozycje flagi

Propozycja z 1953
Propozycja z 1953
Propozycja z 1953
Propozycja z 1953
Propozycja z 1953
Propozycja z 1953
Propozycja z 1953